# Le Boullay-les-Deux-Églises
Le Boullay-les-Deux-Églises è un comune francese di 248 abitanti situato nel dipartimento dell'Eure-et-Loir nella regione del Centro-Valle della Loira.

## Società

### Evoluzione demografica
Abitanti censiti